# Yalova (provincie)
Yalovská provincie je tureckou provincií, nachází se v jihovýchodní části Malé Asie. Rozloha provincie činí 403 km2, v roce 2000 zde žilo 185 593 obyvatel. Hlavním městem provincie je Yalova.

## Administrativní členění
Yalovská provincie se administrativně člení na 6 distriktů:
- Yalova
- Altınova
- Armutlu
- Çınarcık
- Çiftlikköy
- Termal